# ويس فلاورز
ويس فلاورز (بالإنجليزية: Wes Flowers)‏ هو لاعب كرة قاعدة أمريكي، ولد في 13 أغسطس 1913 في فاندل في الولايات المتحدة، وتوفي في 31 ديسمبر 1988 في ويني في الولايات المتحدة.

## وصلات خارجية
- ويس فلاورز على موقع دوري كرة القاعدة الرئيسي (الإنجليزية)
- ويس فلاورز على موقعبيزبول رفرنس.كوم (الدوري الرئيسي) (الإنجليزية)
- ويس فلاورز على موقعبيزبول رفرنس.كوم (الدوري الثانوي) (الإنجليزية)